# Monfarracinos
Monfarracinos ist ein nordwestspanischer Ort und eine Gemeinde (municipio) mit 995 Einwohnern (Stand: 2024) im Osten der Provinz Zamora der Autonomen Gemeinschaft Kastilien-León.

## Lage
Monfarracinos liegt in der kastilischen Hochebene in einer Höhe von etwa 640 m. Die Provinzhauptstadt Zamora ist nur etwa fünf Kilometer (Fahrtstrecke) in südwestlicher Richtung entfernt. Die Autovía A-66 führt durch den Südwesten der Gemeinde. Das Klima im Winter ist durchaus kalt, im Sommer dagegen warm bis heiß; die eher spärlichen Regenfälle (ca. 469 mm/Jahr) fallen verteilt übers ganze Jahr.

## Bevölkerungsentwicklung
| Jahr      | 1970 | 1981 | 1991 | 2001 | 2011 | 2021 |
| Einwohner | 721  | 658  | 554  | 605  | 907  | 971  |

## Sehenswürdigkeiten

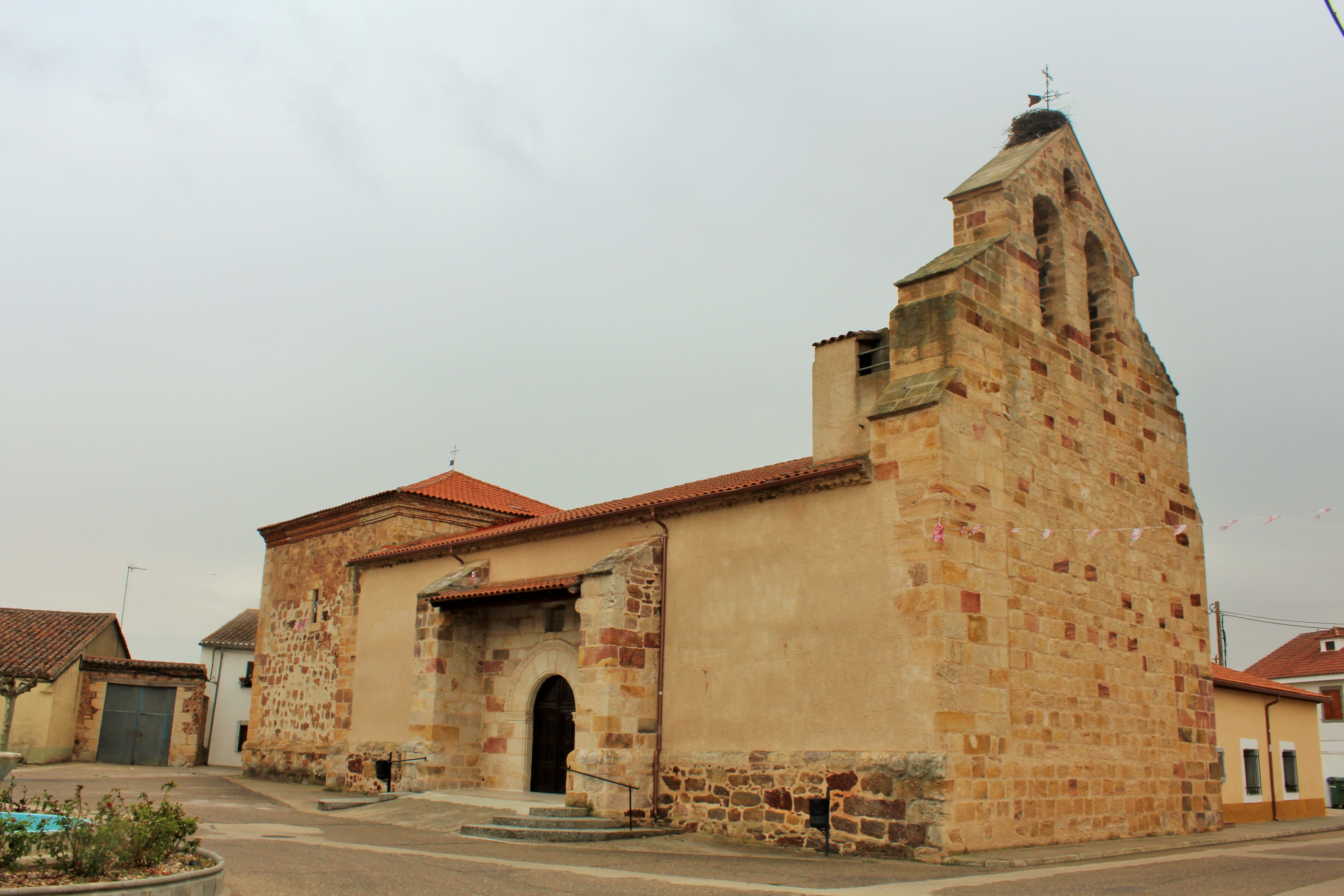
Martinskirche
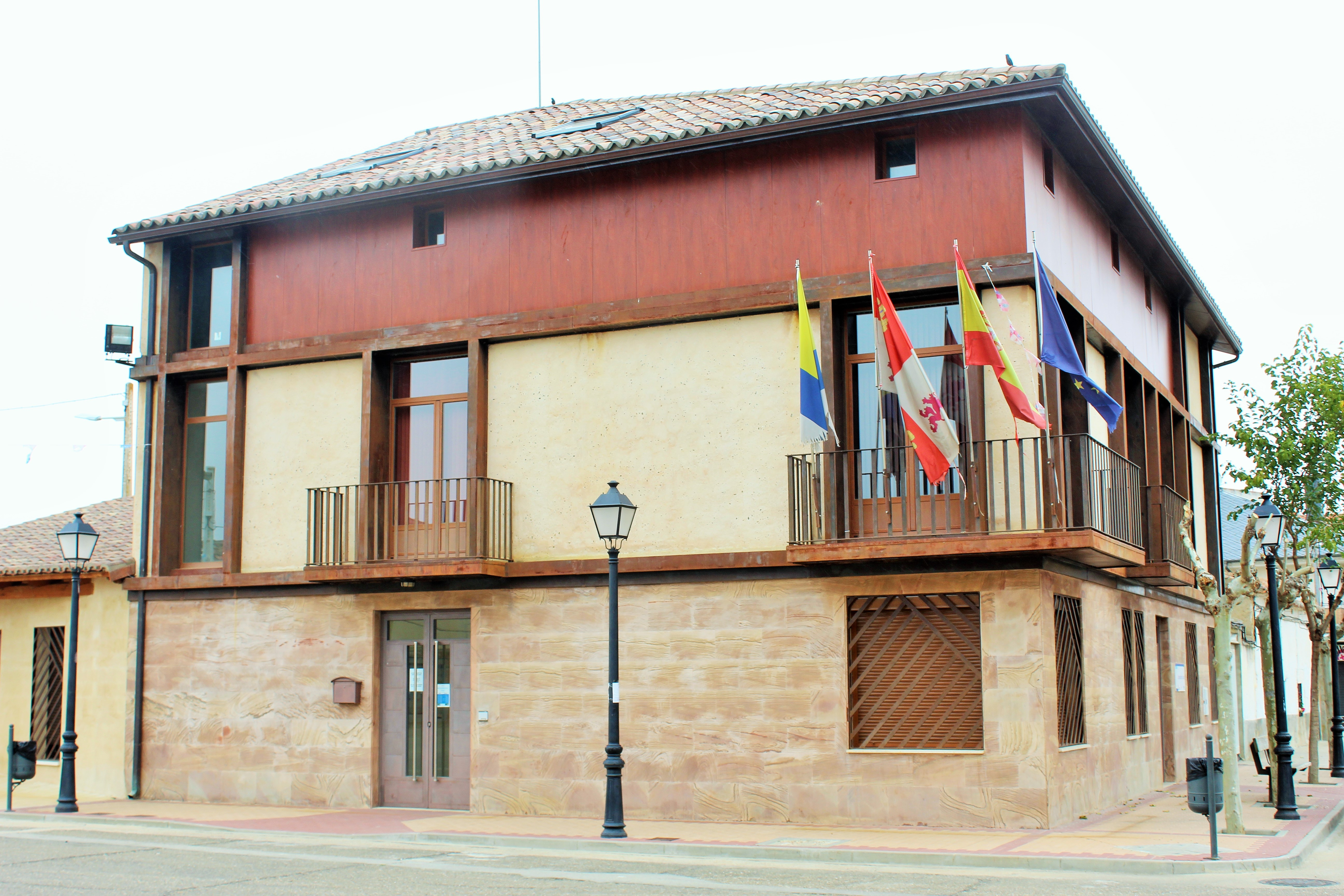
Rathaus

- Martinskirche
- Rathaus